# Ключові національні університети
Ключові національні університети (кит.: National Key Universities) раніше відносили до університетів, визнаних престижними та які отримали високий рівень підтримки центрального уряду Китайської Народної Республіки. У 1990-х роках термін більше не є офіційним. Термін «zhòngdiǎn» 重点, перекладений тут як «ключовий», у цій фразі також можна перекласти як «головний», «пріоритетний» або «центральний». Термін «Ключові національні університети» тоді втратив чинність, і тепер ці школи зазвичай називаються «Подвійними університетами першого класу», що базується на Державному плані подвійного першого класу університетів Китаю. Однак він залишається частиною народної мови, про що свідчать численні статті китайських ЗМІ, які все ще згадують про «національні ключові університети».

## Членство
У грудні 1954 року шість шкіл були вперше визначені Міністерством освіти як національні ключові університети: Пекінський університет, Університет Цінхуа, Китайський університет Реньмінь, Харбінський технологічний інститут, Пекінський медичний коледж і Пекінський університет сільського господарства.
Згодом уряд Китаю в 1959 році визначив список з 20 ключових національних університетів, до якого входили Пекінський університет, Університет Цінхуа, Університет науки і технологій Китаю, Університет Женьмінь, Пекінський університет сільського господарства, Пекінський педагогічний університет, Пекінський інститут аеронавтики, Пекінський технологічний інститут, Пекінський медичний університет, Фуданський університет, Шанхайський університет Цзяотун, Східно-Китайський педагогічний університет, Шанхайський перший медичний коледж, Тяньцзінський університет, Харбінський технологічний інститут, Сіаньський університет Цзяотун і Північно-Західний політехнічний університет.
До кінця 1960 року до списку було додано ще 44 університети, що склало 64 національних ключових університети. До кінця 1965 року було 68 ключових національних університетів, включаючи Чжецзянський університет, Пекінський медичний коледж, Нанкінський університет, Університет Сунь Ятсена, Південно-Східний університет, Університет Тунцзі, Уханьський університет, Науково-технічний університет Хуачжун, Нанькайський університет, Сяменьський університет, Південно-Китайський технологічний університет, Сичуаньський університет, Шаньдунський університет, Цзіліньський університет, Ланьчжоуський університет, Далянський технологічний університет, Чунцінський університет, Університет електронних наук і технологій Китаю, Північно-Східний університет і Шаньдунський океанський коледж серед інших.

## Історія
Уряд Китаю зробив кілька категорій національних ключових університетів в історії З 1954 по 1980-ті роки було визначено близько 100 національних ключових університетів. Однією з попередніх груп є Проект 211, який було створено в 1995 році для посилення стандартів досліджень у провідних університетах Китаю, причому університети, які перевищують порогове значення, отримують значно більше коштів. До 2008 року 116 вищих навчальних закладів були учасниками Проекту 211.
Інша більш вибіркова група - Проект 985, створена в 1998 році. Китайський уряд включив 39 дослідницьких університетів високого рівня, які пропонують всеосяжну та провідну освіту, до Проекту 985 і обмежив їх членство до цих 39 у 2011 році.
Найбільш відбірковою групою є Ліга C9, заснована центральним урядом Китаю на 100-річчя Пекінського університету 4 травня 1998 року в рамках проекту 985 з метою просування китайської вищої освіти шляхом офіційного формування елітної групи університетів для виховувати кращих учнів і ділитися ресурсами. Було відібрано дев'ять університетів, їм було виділено фінансування, і 10 жовтня 2009 року відносини між цими дев'ятьма університетами були офіційно оформлені в Лігу С9 Китаю.